# Pampa Flores
Pampa Flores es una zona arqueológica ubicada en el distrito de Cieneguilla, en la ciudad de Lima, capital del Perú. Fue ocupado posiblemente en el período Intermedio Tardío.